# Anthia decemguttata
Anthia decemguttata, también conocido como carábido gigante de diez puntos, es una especie de escarabajo del género Anthia, familia Carabidae. Fue descrita científicamente por Linnaeus en 1764.

## Distribución geográfica
Habita en Sudáfrica.